# 斯托爾尼克峰
78°36′52″S 84°57′05″W / 78.61444°S 84.95139°W

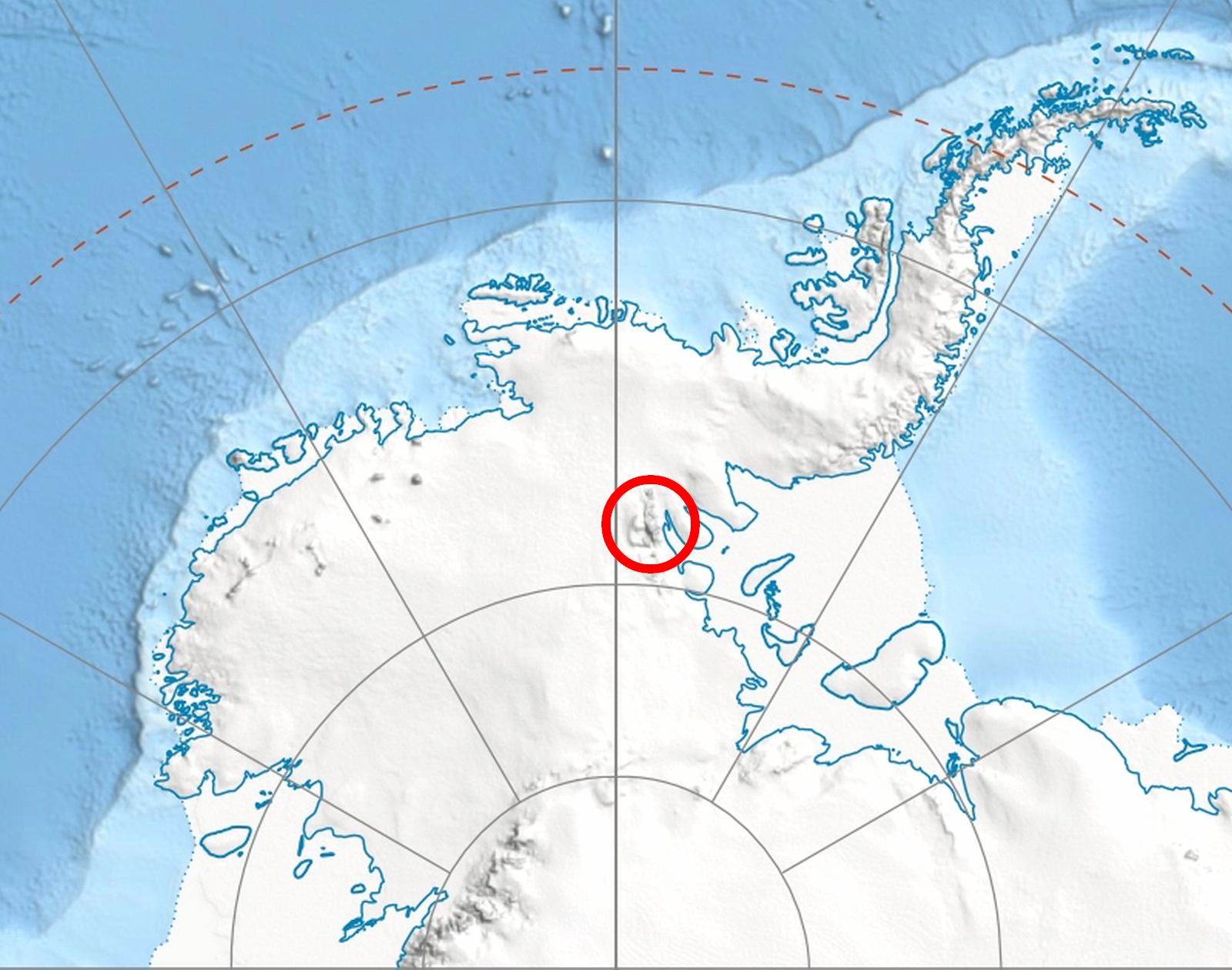

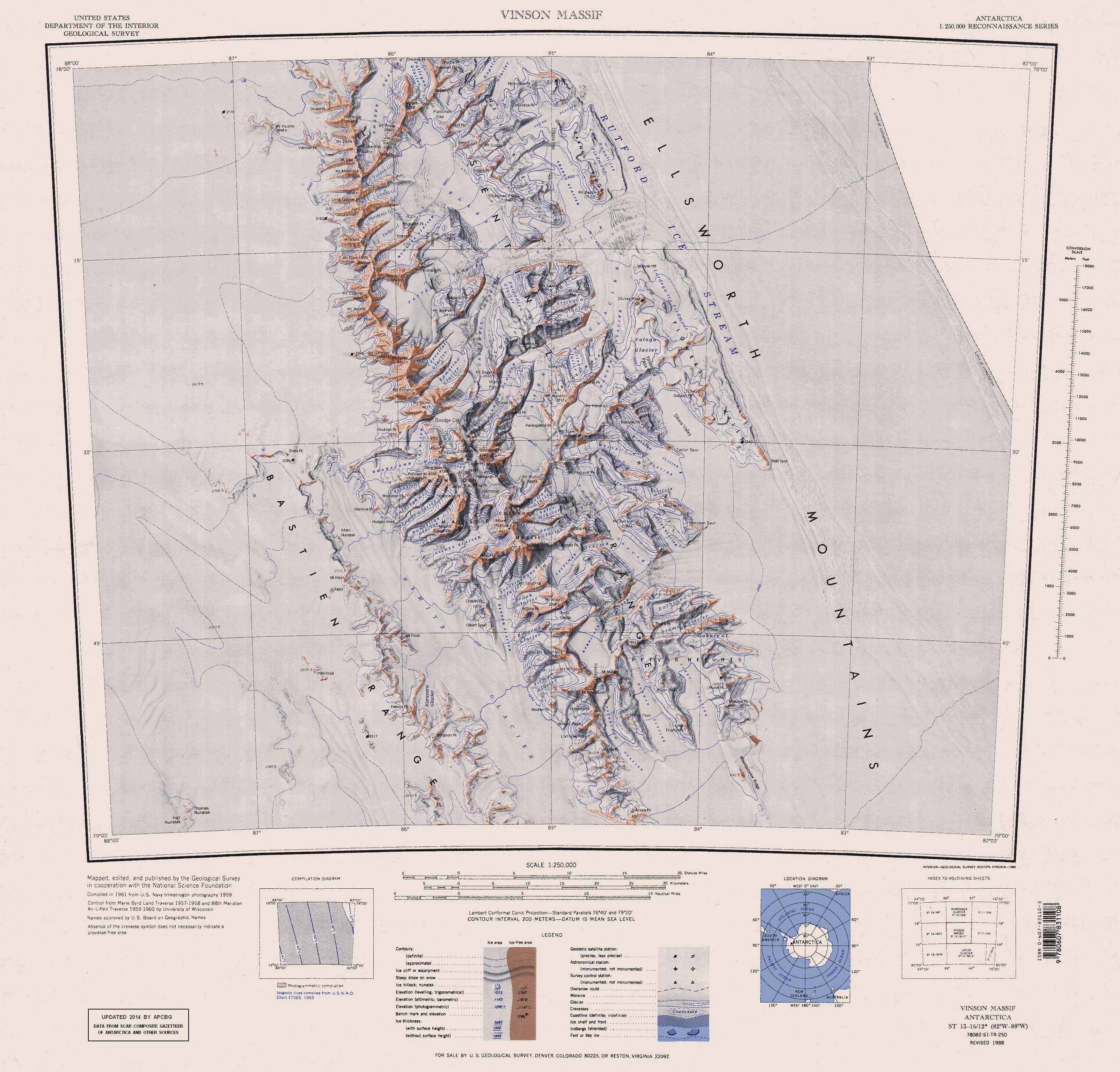

斯托爾尼克峰是南極洲的山峰，位於埃爾斯沃思地，屬於埃爾斯沃思山脈中森蒂納爾嶺的一部分，處於桑切斯峰以東1.86公里、埃爾夫林峰東南面4.24公里和奧斯本山以西1.97公里，海拔高度2,600米，以保加利亞西部鄉鎮命名。

## 外部連結
- Bulgarian Antarctic Gazetteer. （页面存档备份，存于） Antarctic Place-names Commission. (details in Bulgarian, basic data （页面存档备份，存于） in English)
- Stolnik Peak. （页面存档备份，存于） SCAR Composite Antarctic Gazetteer.